# J. Meade Falkner

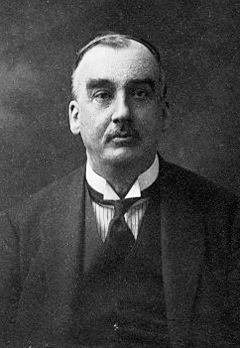
John Meade Falkner

John Meade Falkner (* 8. Mai 1858 in Manningford Bruce, Wiltshire; † 22. Juli 1932) war ein britischer Autor und Antiquar, der vor allem durch seinen Roman Moonfleet bekannt wurde. Er war auch ein erfolgreicher Geschäftsmann, der während des Ersten Weltkriegs Vorstandsvorsitzender des Unternehmens Armstrong-Whitworth war.

## Leben
Falkner war der zweite Sohn des Landgeistlichen Thomas Alexander Falkner (1819–1887) und dessen Frau Elizabeth Grace (geborene Mead; † 1871). Sein Vater war ein klassischer Gelehrter, der eher zurückgezogen und ohne kirchlichen Ehrgeiz wirkte. Der älteste Sohn der Familie (Robert Alexander; 1854–1858) war kurz vor seiner Geburt verstorben. Er hatte zwei Schwestern, Mary Grace (1856–1901) und Anne Louisa (1862–1933) und zwei jüngere Brüder, Charles Gaskell (1864–1932) und William Richardson Falkner (1867–1902). Er erhielt seine ersten Unterweisungen in Latein bereits im Alter von 5 Jahren durch seine Mutter und im Folgejahr auch in Griechisch durch seinen Vater. Er besuchte die Hardye’s School in Dorchester, Dorset und die Weymouth Grammar School. Von 1873 bis 1877 war er Schüler des Marlborough Colleges und begann damit, Gedichte zu schreiben. Ab 1878 studierte er moderne Geschichte am Hertford College der University of Oxford und schloss dieses Studium 1882 ab.
Im Anschluss war Falkner zunächst Lehrer (master) an der Derby School und arbeitete einige Zeit als Privatlehrer (private tutor), ehe er weite Teile Europas bereiste. Nach seiner Rückkehr fand er eine Anstellung in der Grafschaft Durham bei der Familie von Sir Andrew Noble, dem Vorsitzenden der Firma Armstrong-Whitworth Co. und unterrichtete zunächst dessen Sohn John Noble. Im Jahr 1899 heiratete er Evelyn Violet Adye (1869–1940), eine Tochter des Generals John Miller Adye, und durch die Heirat ihrer Schwester Winifreda Jane mit William Henry Watson-Armstrong eine Verwandte des Firmeninhabers William Armstrong. Falkner wurde ein Mitarbeiter in Nobles Unternehmen, einem Rüstungshersteller aus Newcastle, und stieg dort in eine leitende Position auf. Später übernahm er, nach dem Tode Sir Andrew Nobles am 22. Oktober 1915, dessen Position als Vorstandsvorsitzender von Armstrong-Whitworth.
Nach seinem Eintritt in den Ruhestand 1921 engagierte sich Falkner an der Universität Durham. Trotz seiner zahlreichen Reisen empfand er Durham als seine Heimatstadt und lebte von 1902 bis zu seinem Tod 1932 in direkter Nähe zur Kathedrale im Divinity House („Haus der Göttlichkeit“), der heutigen Musikschule der Universität Durham.
Seine schriftstellerische Tätigkeit wurde durch zahlreiche private und geschäftliche Auslandsreisen geweckt, bei denen er auch zahllose antiquare Bücher zusammen trug. Neben drei Romanen und Anthologien verfasste er auch drei topografische Fachbücher zu Oxfordshire, Bath und Berkshire sowie eine Geschichte Oxfordshires.

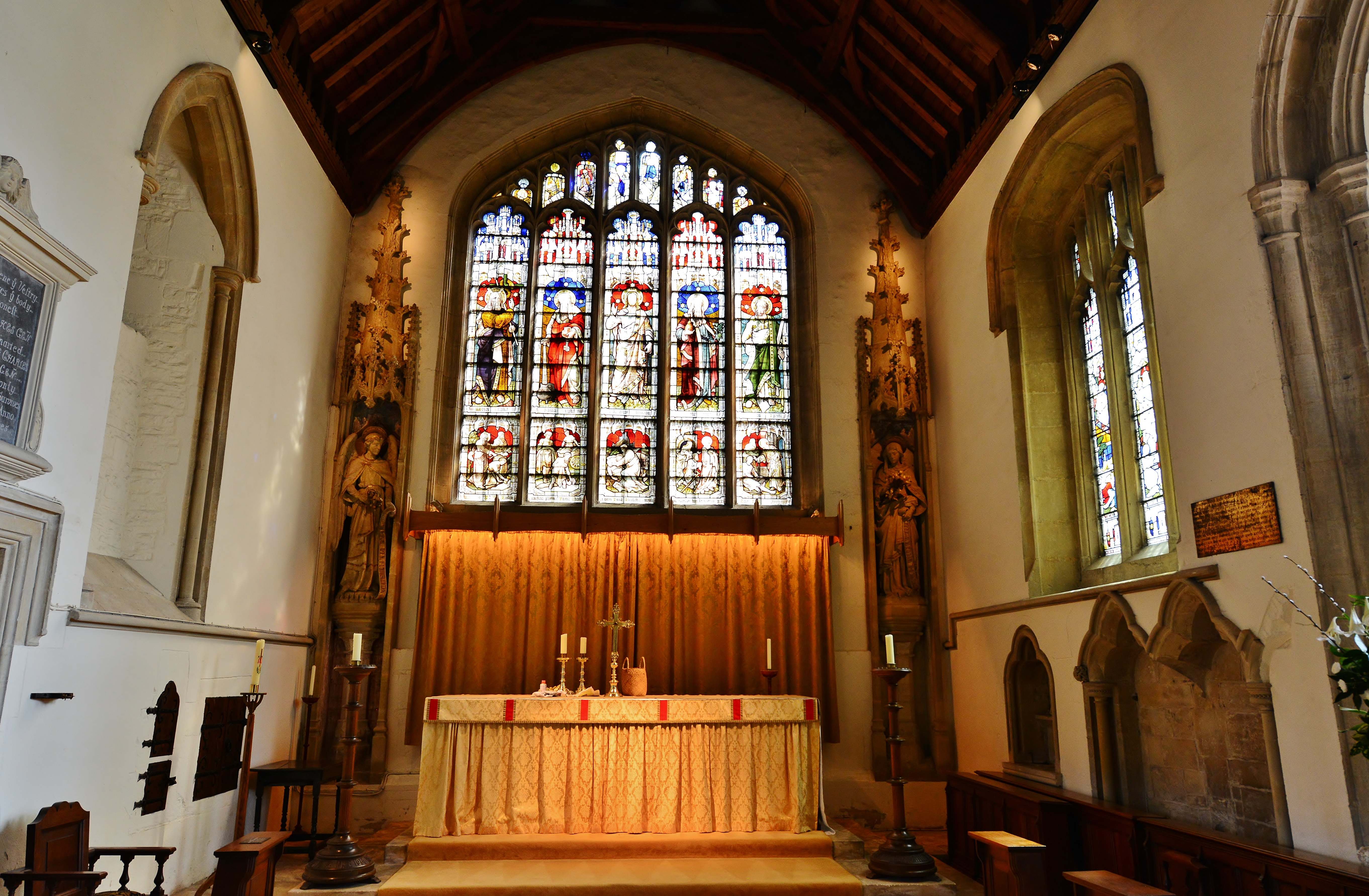
Statuen neben dem Hochaltar der Kirche St. John the Baptist

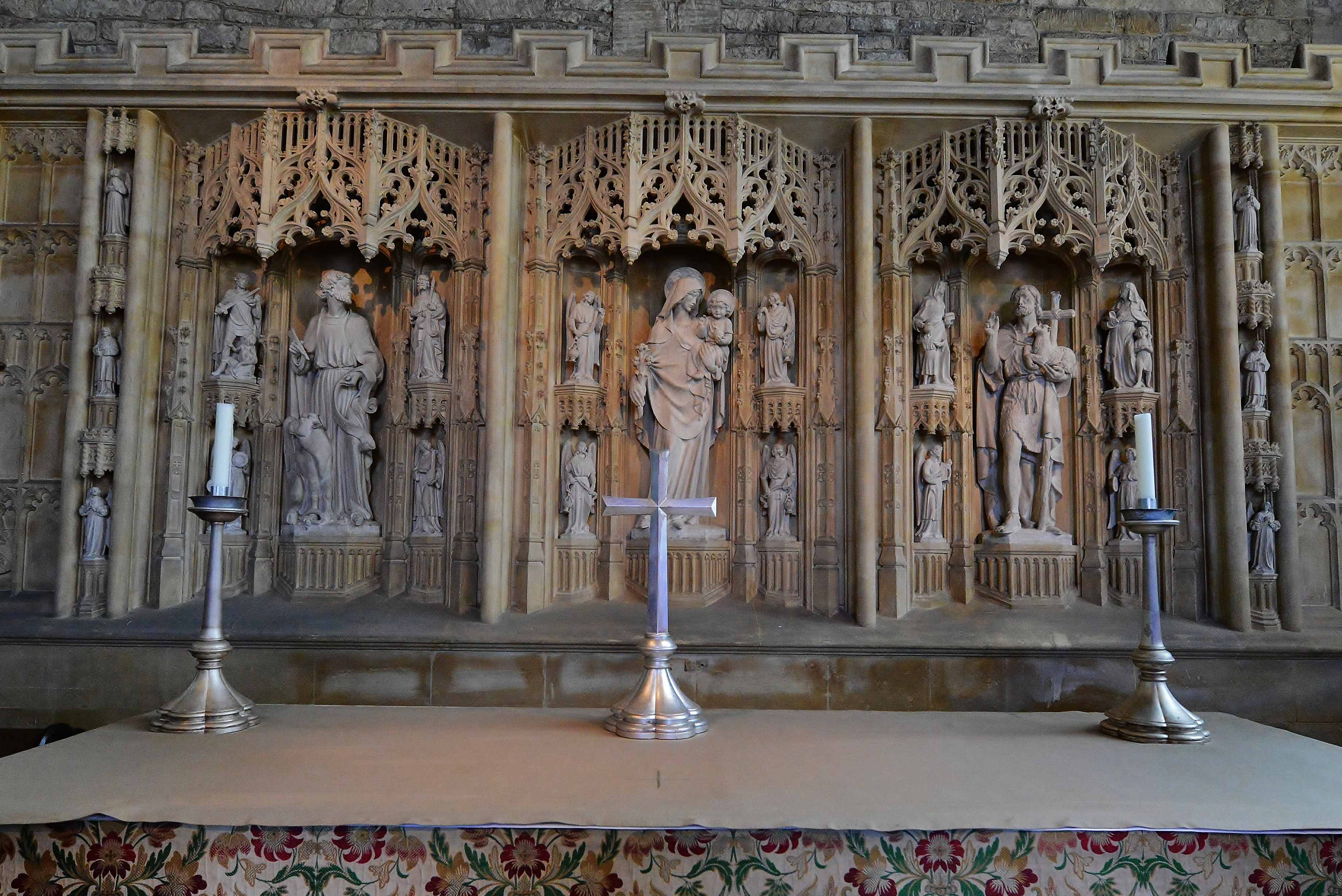
Altaraufsatz in der Lady Chapel

Falkner blieb bis an sein Lebensende mit John Noble befreundet. Gemeinsam engagierten sie sich für die Erhaltung des Kulturerbes von Burford. Die beiden Statuen des „Erzengels Gabriel“ und der „Jungfrau Maria“ an den Seiten des Hochaltars der Kirche „St. John the Baptist“ wurden von beiden gestiftet. Ebenso der Altaraufsatz in der „Lady Chapel“ mit der umgebenden Steinwand und den Fußboden und zwei italienische Altaraufsätze an der Wand des Nordschiffs und weitere Dekorationen. Auf zwei Fenstern in der „Lady Chapel“ wird an Falkner und Andrew Noble erinnert. Zudem steht in einem Glasfenster aus dem Jahr 1907 im südlichen Querschiff eine lateinische Inschrift, die übersetzt wir folgt lautet:

“Pray for the good estate of three Johns who have loved this church – John Leggare, John Noble and John Meade Falkner.”

„Betet für das Wohl der drei Johns, die diese Kirche geliebt haben – John Leggare, John Noble und John Meade Falkner.“

Als Falkner 1932 starb, wurde seine Asche in das Grab seines Bruders eingesetzt, der 1903 auf dem Friedhof von Burford beerdigt wurde.

## Ehrungen (Auswahl)
- Honorarprofessor für Paläografie an der Universität Durham.
- Ehrenbibliothekar des Dekans und des Domkapitels der Kathedrale von Durham. In dieser Position konnte er seine Interessen an kirchlicher Geschichte und Architektur, Heraldik und Büchern vertiefen.
- 1927 erhielt er eine Ehrenmitgliedschaft des Hertford Colleges.

## Rezeption zu Moonfleet (Auswahl)
- 1955: Das Schloß im Schatten (Verfilmung).
- 1986: Der Roman wurde für das Fernsehen adaptiert.
- 2010: Der irische Musiker Chris de Burgh veröffentlichte sein Album Moonfleet & Other Stories auf dem er den Inhalt des Romans musikalisch umsetzte.
- 2013: TV-Produktion als Miniserie.[5]

## Schriften (Auswahl)
Novellen
- The Lost Stradivarius. 1895 (3. Auflage W. Blackwood and Sons, Edinburgh 1896, Textarchiv – Internet Archive).
  - Die Stradivari. DuMont, Köln 1991, ISBN 3-7701-2805-2 (Erzählung über das Übersinnliche, die größtenteils in Oxford und Naples spielt).
- Moonfleet. 1898 (Ausgabe 1909, Textarchiv – Internet Archive – Eine klassische Abenteuergeschichte über Schmuggler und ihr Treiben in einem kleinen Fischerdorf in Dorset).
  - Moonfleet. Die Abenteuer des John Trenchard. Aschendorff, Münster 1953.
- The Nebuly Coat. Edward Arnold, London 1903 (Textarchiv – Internet Archive – Roman über eine Kirche die vom Einsturz bedroht ist).
  - Das Wappen des Lord Blandamer. Mitteldeutscher Verlag, Halle (Saale) 2012, ISBN 978-3-89812-827-8.

Sonstige Werke
- Handbook for Travellers in Oxfordshire. John Murray, London 1894.
- Einige seiner Gedichte In: Oxford Book of Contemporary Verse.
- A History of Oxfordshire. 1899.
- Handbook for Berkshire. 1902.
- Bath in History and Social Tradition. 1918.

Posthum veröffentlicht
- Poems. 1933, einen Gedichtband und eine Übersicht über seine Werke.